# 怪獣ゴルゴ
『怪獣ゴルゴ』 (Gorgo) は、1961年に公開されたイギリスの怪獣映画。監督はユージン・ルーリー、主演はビル・トラバース。

## ストーリー
サルベージ船・トリトン号はアイルランドのナラ島沖合で海底火山の噴火に遭遇し、辛くも沈没を逃れたが機関は故障してしまう。乗組員のジョーとサムは島の漁港へ向かい、修理のために停泊許可を得ようとするが、港の人々は素っ気ないうえ、責任者である考古学教授・マッカーチンからも「島周辺は調査海域のために長期停泊は不可能」と突き返されてしまう。だが、島の少年・ショーンはジョーとサムに「そんな規則は無い」と密かに伝える。島の沖合は沈没船が多く眠っており、教授は漁師達を雇って財宝を引き上げさせていたため、邪魔が入るのを嫌がったのだ。
真相を知られたマッカーチンはジョーとサムを島から追い出そうとするが、その晩に噴火の影響で目覚めた太古の怪獣・オグラが出現し、港は大混乱となる。翌朝、ジョーとサムは「引き上げた財宝を代償にして怪獣を捕獲する」ことを提案し、マッカーチンは渋々受諾する。船の装備をフル活用し、ジョーとサムは怪獣の捕獲に成功する。この話題はたちまち注目の的となり、すぐさまアイルランド大学から貴重な研究資料としての譲渡依頼が来た。だが、ジョーとサムはロンドンのサーカス興行主からさらに高額の引取依頼が舞い込んだのを受け、船をイギリスへ向かわせる。喜ぶジョーとサムの前に、船に密航していたショーンが現れる。ショーンは「こんなのはおかしいよ、怪獣を海へ返そう」と提案するが、相手にされなかった。
オグラはゴルゴと呼ばれてロンドンで見世物にされ、大人気となる。だが、アイルランド大学生物学教授・ヘンドリクスは「あの個体はまだ幼獣で、成獣がいる可能性が高い」とジョーやサムに警告する。その言葉通り、ナラ島沖からさらに巨大な親ゴルゴが出現して島を蹂躙し、マッカーチンもその犠牲となってしまう。島と音信不通になったことを受けてイギリス海軍が出撃するが、親ゴルゴは砲撃や爆雷をものともせず、幼獣ゴルゴを追うかのごとくイギリスへ向けて進行を開始する。恐怖を感じたサムは「怪獣を逃がそう」と怯えるが、ジョーは首を縦に降らない。イギリス海軍はNATO軍も動員して防衛線を敷いたものの、親ゴルゴはそれをも突破してテムズ川からロンドンへ上陸する。
イギリス陸軍は戦車やミサイルで総攻撃を仕掛けるが、怒り狂った親ゴルゴを阻止することは叶わず、ロンドン橋やビッグ・ベン、ピカデリーサーカスが次々に瓦礫と化していく。大勢のロンドン市民がパニックになる中、ジョーはショーンを連れて必死に逃げ惑い、凄惨な被害を目の当たりにしてようやく自らの過ちに気付く。イギリス陸軍はヘンドリクスの協力を得て、幼獣ゴルゴがいるサーカスの檻の周囲に400万ボルトの高圧線を敷き、感電死を図る。

## スタッフ
- 監督：ユージン・ルーリー
- 特殊効果：トム・ハワード
- 音楽：アンジェロ・F・ラバニーノ

### 日本語吹替版
- 演出：吉田啓介[1]
- 翻訳：町田敦夫
- 制作：ニューライン、グロービジョン [2]

## キャスト
| 役名                   | 俳優                     | 日本語吹替                                        |
| 役名                   | 俳優                     | BD版                                              |
| ---------------------- | ------------------------ | ------------------------------------------------- |
| ジョー・ライアン       | ビル・トラバース         | 宮内敦士                                          |
| サム・スレイド         | ウィリアム・シルベスター | 多田野曜平                                        |
| ショーン               | ヴィンセント・ウィンター | 飯沼南実                                          |
| マッカーティン         | クリストファー・ローデス | 浦山迅                                            |
| ヘンドリックス教授     | ジョセフ・オコーナー     | 広瀬竜一                                          |
| フラハーティ教授       | ブルース・シートン       | 蓮岳大                                            |
| ドーキン               | マーティン・ベンソン     | 茶風林                                            |
| ラジオレポーター       | モーリス・カウフマン     |                                                   |
| ブルックス海軍提督     | バジル・ディグナム       | 武田太一                                          |
| 日本語吹替版その他出演 | 日本語吹替版その他出演   | 山中誠也 岩河拓吾 松永郁歩 斉藤隼一 夏葵 馬場菜緒 |

- BD版：2025年3月5日発売の4Kレストア吹替音声収録版BDに初収録

※ 上記の他にも1971年7月18日にTBSで雨傘番組として放送された際の吹替版が存在する。

## 怪獣ゴルゴ
- 親獣：身長76メートル[4][5]
- 幼獣：身長20メートル

海底火山の爆発によって目覚めた太古の怪獣。ナラ島では「オグラ」と呼ばれており、海の精霊、航海の守り神として言い伝えられていた。名称の「ゴルゴ」の由来はギリシャ神話の怪物ゴルゴンからで、サーカス側が勝手に名付けたものである。劇中では詳しい生態に触れられておらず、ゴルゴが恐竜の生き残りなのかは不明である。なお、かつて実在していた恐竜のゴルゴサウルスは、名称の由来の一つとされる。
当時の海外の怪獣映画としては珍しく、人類の兵器は一切通用しないという設定である。ただし、火には若干怯む様子がうかがえ、幼獣は危険を感じると体から燐に似た体液を出す。

## 解説
- 本作は着ぐるみの怪獣を特撮用ミニチュアセットの中で演技させている。日本では1954年の『ゴジラ』以降、「巨大生物モノ」に関しては時間や予算的制約から人間が中に入る着ぐるみで撮影するのが一般的だが、モデルアニメーションや機械・操演によるパペット、あるいは本物を大写しにするといった手法が多い海外の特撮作品としては、珍しいタイプの特撮映画といえる。
- 監督のユージン・ルーリーはかつて『原子怪獣現わる』でもメガホンを取ったが[7]、その映画を自身の娘に見せたところ、その結末に関して大いに不満を漏らした。この経験が、本作のラストに生かされている。
- 企画の段階では、ゴルゴの上陸地点はフランスの首都・パリということになっていた。しかし、パリは海から100キロメートル以上も離れた内陸に位置するため、海から上陸した怪獣が襲うのは変だということになり、より河口に近いロンドンへ舞台が移された。
- 当初は舞台を日本にした、日英合作の作品にする案であった[7]。
- ゴルゴの捜索シーンには、『空の大怪獣ラドン』のF-86F セイバーのフィルム、テムズ河口沖の迎撃シーンでは『戦艦シュペー号の最後』の主砲発射カットが一部流用されている。
- キャスト全員が子役も含めて男性であり、親ゴルゴを除くと、主要キャストに人間の女性が一切出演しない映画である。
- 本作は製作国であるイギリスに先駆け、日本で先行公開された[7]。

## 日本怪獣映画への影響
- 『大巨獣ガッパ』のストーリーは本作を元にしたと言われている[8][9]。
- ゴルゴの輸送シーンは『スペクトルマン』マウントドラゴン輸送シーン、『小さき勇者たち〜ガメラ〜』のトト輸送シーンの元になっている。また、ラストの親子で海へ帰るシーンは『ゴジラvsメカゴジラ』のエンディングの元とされている[10]。